# Rennrodel-Weltcup 1985/86
Die Weltcupsaison 1985/86 im Rennrodeln begann am 13. Dezember 1985 im damals jugoslawischen Sarajevo  und endete am 23. Februar 1986 in St. Moritz in der Schweiz. Weiterer Saisonhöhepunkt waren die Rennrodel-Europameisterschaften im schwedischen Hammarstrand.
Gesamtweltcupsieger wurde bei den Frauen Marie-Luise Rainer, bei den Männern siegte Norbert Huber und bei den Doppelsitzern gewann das Duo Hansjörg Raffl/Norbert Huber. Alle Athleten kamen aus Italien.
Die Saison wurde an sechs Weltcupstationen in Europa und den USA ausgetragen.

## Weltcupergebnisse
| Datum                 | Ort         | Disziplin     | Sieger                            | Zweiter                        | Dritter                           |
| --------------------- | ----------- | ------------- | --------------------------------- | ------------------------------ | --------------------------------- |
| 13./14. Dezember 1985 | Sarajevo    | Einsitzer (F) | Marie-Luise Rainer                | Mária Jasenčáková              | Annefried Göllner                 |
| 13./14. Dezember 1985 | Sarajevo    | Einsitzer (M) | Norbert Huber                     | Paul Hildgartner               | Markus Prock                      |
| 13./14. Dezember 1985 | Sarajevo    | Doppel (M)    | Thomas Schwab Wolfgang Staudinger | Hansjörg Raffl Norbert Huber   | Stefan Ilsanker Georg Hackl       |
| 21./22. Dezember 1985 | Olang       | Einsitzer (F) | Marie-Luise Rainer                | Annefried Göllner              | Veronika Oberhuber                |
| 21./22. Dezember 1985 | Olang       | Einsitzer (M) | Norbert Huber                     | Paul Hildgartner               | Hansjörg Raffl                    |
| 21./22. Dezember 1985 | Olang       | Doppel (M)    | Hansjörg Raffl Norbert Huber      | Helmut Brunner Walter Brunner  | Thomas Schwab Wolfgang Staudinger |
| 4./5. Januar 1986     | Oberhof     | Einsitzer (F) | Cerstin Schmidt                   | Gabriele Kohlisch              | Ute Oberhoffner                   |
| 4./5. Januar 1986     | Oberhof     | Einsitzer (M) | Michael Walter                    | Jörg Hoffmann                  | Johannes Schettel                 |
| 4./5. Januar 1986     | Oberhof     | Doppel (M)    | Rene Keller Lutz Kühnlenz         | Jörg Hoffmann Jochen Pietzsch  | Thomas Schwab Wolfgang Staudinger |
| 11./13. Januar 1986   | Königssee   | Einsitzer (F) | Cerstin Schmidt                   | Gabriele Kohlisch              | Veronika Oberhuber                |
| 11./13. Januar 1986   | Königssee   | Einsitzer (M) | Johannes Schettel                 | Norbert Huber                  | Michael Walter                    |
| 11./13. Januar 1986   | Königssee   | Doppel (M)    | Stefan Ilsanker Georg Hackl       | Uwe Reindl Max Burghartswieser | Jörg Hoffmann Jochen Pietzsch     |
| 15./16. Februar 1986  | Lake Placid | Einsitzer (F) | Steffi Martin                     | Ute Oberhoffner                | Cerstin Schmidt                   |
| 15./16. Februar 1986  | Lake Placid | Einsitzer (M) | Norbert Huber                     | Michael Walter                 | Miroslav Zajonc                   |
| 15./16. Februar 1986  | Lake Placid | Doppel(M)     | Hansjörg Raffl Norbert Huber      | Stefan Ilsanker Georg Hackl    | Thomas Schwab Wolfgang Staudinger |
| 22./23. Februar 1986  | St. Moritz  | Einsitzer (F) | Cerstin Schmidt                   | Steffi Martin                  | Gabriele Kohlisch                 |
| 22./23. Februar 1986  | St. Moritz  | Einsitzer (M) | Jörg Hoffmann                     | Michael Walter                 | Markus Prock                      |
| 22./23. Februar 1986  | St. Moritz  | Doppel(M)     | Jörg Hoffmann Jochen Pietzsch     | Hansjörg Raffl Norbert Huber   | Thomas Schwab Wolfgang Staudinger |

## Weltcupstände

### Frauen
| Rang | Rodlerin           | Land    |
| ---- | ------------------ | ------- |
| 1.   | Marie-Luise Rainer | Italien |
| 2.   | Cerstin Schmidt    | DDR     |
| 3.   | Ute Oberhoffner    | DDR     |
| 4.   | Gabriele Kohlisch  | DDR     |
| 5.   | Steffi Martin      | DDR     |
| 6.   | Marie-Claude Doyon | Kanada  |

### Männer
| Rang | Rodler            | Land    |
| ---- | ----------------- | ------- |
| 01.  | Norbert Huber     | Italien |
| 02.  | Johannes Schettel | BRD     |
| 03.  | Paul Hildgartner  | Italien |
| 04.  | Michael Walter    | DDR     |
| 05.  | Georg Hackl       | BRD     |
| 05.  | Hansjörg Raffl    | Italien |

### Doppelsitzer
| Rang | Duo                                     | Land       |
| ---- | --------------------------------------- | ---------- |
| 01.  | Hansjörg Raffl/Norbert Huber            | Italien    |
| 02.  | Thomas Schwab/Wolfgang Staudinger       | BRD        |
| 03.  | Stefan Ilsanker/Georg Hackl             | BRD        |
| 04.  | Jörg Hoffmann/Jochen Pietzsch           | DDR        |
| 05.  | Rene Keller/Lutz Kühnlenz               | DDR        |
| 06.  | Gerhard Sandbichler/Christoph Schwaiger | Österreich |